# Сєнчев Сергій Олексійович
Сергі́й Олексі́йович Сєнчев (1973—2014) — полковник Збройних сил України, учасник російсько-української війни.

## Життєпис
Сергій Сєнчев народився 8 липня 1973 року у Донецьку в сім'ї військовослужбовця. Батько, Олексій Олексійович, закінчив військову службу у званні майора.
Освіту здобував у школах та військовому суворівському училищі Свердловської області (у зв'язку з переведенням батька до нового місця служби). 1990 року закінчив Свердловське суворовське училище; 1994-го з відзнакою — Донецьке вище військово-політичне училище інженерних військ і військ зв'язку, Одеський національний університет імені І. І. Мечникова, спеціальність — психологія. Того часу його батько вийшов у відставку і переїхав з дружиною в село Іванівку Кіровоградського району; там він влаштувався на роботу в сільраді.
1994 року прибув для подальшого проходження служби у Кіровоград, 9-та окрема бригада спеціального призначення (в/ч А0759), де відтоді постійно проживав із своєю сім'єю. Того ж року побрався із нареченою Сніжаною.
Від 2012 року — заступник командира полку з виховної роботи, 3-й окремий полк спеціального призначення.

### Російсько-українська війна
7 квітня 2014-го частину підняли по тривозі й потім доправили на охорону Донецького аеропорту. У складі зведеного підрозділу 4 серпня 2014 року він виконував бойове завдання з виявлення бойових позицій сепаратистів і, рятуючи кулеметника, зазнав важких кульових та осколкових поранень у черевну порожнину під час бою за висоту Савур-могила. Сєнчеву зроблено операцію в польовому шпиталі, помер під час транспортування до стаціонарного шпиталю у місті Дніпрі.
Вдома залишилися батько, брат, дружина Сніжана та двоє дітей шкільного віку — донька Євгенія і син Іван.
Похований на Рівненському кладовищі Кропивницького.

## Нагороди та вшанування
- 14 листопада 2014 року за особисту мужність і героїзм, виявлені у захисті державного суверенітету та територіальної цілісності України, вірність військовій присязі під час російсько-української війни, відзначений — нагороджений орденом Богдана Хмельницького ІІІ ступеня (посмертно).[2]
- В рамках процесу декомунізації і з огляду на мужність та героїзм Сергія Сєнчева у захисті Батьківщини, одну з вулиць міста Кропивницький було перейменовано на його честь.[3]
- його портрет розміщено на меморіалі «Стіна пам'яті полеглих за Україну» у Києві: секція 2, ряд 4, місце 21
- Рішенням виконкому Кіровоградської ради від 26 серпня 2014 року нагороджений відзнакою «За заслуги 2 ступеня» (посмертно)
- Рішенням виконкому Кіровоградської ради від 10 вересня 2015 року нагороджений відзнакою «За заслуги 1 ступеня» (посмертно).
- 2021 року в шкільному музеї Іванівської школи Кропивницького району відкрили постійно діючу експозицію, присвячену Сергію Сєнчеву[4].